# Oblężenie Kaiserswerth
Oblężenie Kaiserswerth – działania zbrojne w Nadrenii toczące się w okresie od 18 kwietnia do 15 czerwca 1702 r. i będące jednym z wczesnych epizodów wojny o sukcesję hiszpańską. 
W walkach o miasto (dziś jedna z północnych dzielnic Düsseldorfu) i twierdzę Kaiserpfalz uczestniczyły wojska koalicji antyfrancuskiej oraz siły francuskie pod naczelnym dowództwem marszałka Kamila Tallarda. Blisko dwumiesięczne oblężenie zakończyło się zwycięstwem wojsk koalicjantów i całkowitym zniszczeniem miasta wraz z twierdzą.

## Wydarzenia poprzedzające
W pierwszych miesiącach konfliktu będący w sojuszu z Francją elektor koloński abp Józef Klemens Bawarski przekazał swoim sojusznikom miasta Zons i Neuss, a także nadreńskie miasto Kaiserswerth z twierdzą Kaiserpfalz, gdzie pozostawiono nieliczną (5-6 batalionów) załogę wojskową pod dowództwem markiza de Blainville. W imieniu państw Świętego Cesarstwa Rzymskiego stanowczo sprzeciwili się temu książę Jülich-Bergu oraz elektor palatynacki Jan Wilhelm Wittelsbach, a także władcy Prus i Hanoweru. Z pomocą wojsk holenderskich i angielskich zdecydowano się podjąć oblężenie Kaiserswerth dla usunięcia Francuzów. Na czele sił sprzymierzonych liczących 18 000 żołnierzy i wyposażonych w silną artylerię, stanął cesarski generał Walrad ks. Nassau-Usingen. Działania ich osłaniał 22-tysięczny korpus w księstwie Klewe, pozostający pod osobnym dowództwem książąt niemieckich.

## Przebieg działań
W oblężeniu rozpoczętym 18 kwietnia umocnienia zaatakowało 15 000 żołnierzy, jednakże atak został odparty przez francuską załogę, której udawało się posyłać zaopatrzenie łodziami przez Ren. Nie powiodło się natomiast przerzucenie do miasta kontyngentu posiłków francuskich, mimo prób postawienia mostu pontonowego. Wobec tego marszałek Tallard zdecydował się na wsparcie obrońców ogniem z dział ustawionych na przeciwległym brzegu rzeki.
W tym czasie wojska sprzymierzonych dysponujące 120 działami, prowadziły ostrzał miasta, zasypując je 10 tysiącami bomb moździerzowych i 120 tysiącami pocisków armatnich. Ze względu na wyczerpywanie się i okresowe braki amunicji niekiedy noszono się nawet z zamiarem przerwania oblężenia. Zapobiegło temu głównie zaangażowanie przybyłego na miejsce króla Prus, dzięki czemu uparcie kontynuowano ataki. 
9 czerwca oblegający dokonali kolejnego wielkiego szturmu. Ponawiane trzykrotnie ataki i tym razem zostały odparte przez Francuzów. W wyniku długotrwałego ostrzału mocno jednak ucierpiały mury miejskie, a miasto zostało niemal całkowicie zniszczone (nie naruszonych pozostało jedynie pięć budynków). W tej sytuacji mieszkańcy zwrócili się do załogi francuskiej z petycją o zaprzestanie walki. W wyniku porozumienia kapitulacyjnego garnizonowi francuskiemu zezwolono na swobodny wymarsz, fortyfikacje zrównano z ziemią, a twierdzę Kaiserpfalz wysadzono w powietrze.

## Następstwa
Po tej porażce wojsk francuskich elektor koloński zmuszony został do opuszczenia Bonn (gdzie wówczas przebywał) i udania się na wygnanie do Francji. Miasto Kaiserswerth przeszło pod władzę elektora palatynackiego, który zagwarantował mieszkańcom ich dotychczasowe prawa oraz wolność religijną. Po podpisaniu pokoju w Rastatt w 1714 miasto powróciło pod władzę księcia elektora kolońskiego. 
Za wytrwałą obronę markiz de Blainville został uhonorowany przez Ludwika XIV awansem na generała porucznika.